# Economie
Economia (din greacă οίκος oikos, „casă” și νομος nomos, „conducere”) este o știință socială ce studiază producția și desfacerea, comerțul și consumul de bunuri și servicii. Potrivit definiției date de Lionel Robbins în 1932, economia este știința care studiază modul de alocare a unor resurse rare în scopuri alternative. Deoarece are ca obiect de studiu activitatea umană, economia este o știință socială.
Se spune că economia este pozitivă atunci când încearcă să prezică în mod obiectiv și să explice consecințele anumitor opțiuni, date fiind un set de supoziții sau de observații. Alegerea unei supoziții ce trebuie făcută atunci când se construiește un model, la fel ca și observațiile ce trebuie stabilite sunt alegeri normative.
Se spune că economia este normativă atunci când recomandă o alegere în detrimentul altei alegeri sau când este făcută o apreciere subiectivă asupra valorii.
Economia centrată pe variabile măsurabile se divide în două domenii principale: microeconomia care se ocupă de agenți individuali, cum ar fi bugetele și afacerile și macroeconomia care ia în considerare economia ca pe un întreg, cererea și oferta agregată, capitalul și materiile prime.
O atenție deosebită se acordă și alocării resurselor, producției, desfacerii, comerțului și concurenței. Logica economică este aplicată tot mai des în cazul problemelor legate de opțiuni în cazul lipsurilor sau atunci când trebuie stabilită valoarea economică. Preocuparea principală în economie se centrează pe modul în care prețurile reflectă cererea și oferta, iar ecuațiile sunt folosite pentru a prezice consecințele anumitor decizii.
Supoziția fundamentală care face subiectul teoriei economice tradiționale este ideea existenței factorului rațional care urmărește maximizarea utilității. Economia neoclasică este bazată pe această supoziție care este folosită pentru a deriva rezultate referitoare la funcționarea unui sistem de prețuri în condițiile puterii pieței descentralizate.
În paralel cu economia formală funcționează și economia informală.
Câmpul de studiu convențional al economiei conține efectiv toate problemele referitoare la determinarea prețurilor, cu analize ale activităților, ce implica costuri și care produc beneficii măsurabile în bani, la producția și distribuția bunurilor și serviciilor pentru satisfacerea necesitaților umane.
Economia este rezultatul tuturor proceselor care includ cultura, valoarea, educația, dezvoltarea tehnologică, istoria, organizarea socială, structura politică, sistemele juridice, geografia, precum și dotările naturale. Acești factori determină contextul, conținutul și contextul în care funcționează o economie. Unele culturi creează economii mai productive și, prin urmare, produc mai multă valoare sau PIB.

## Sectoare
Economia a cunoscut câteva faze succesive:
- Economia antică: aceasta se baza pe o agricultură de subzistență.
- Revoluția industrială, care a micșorat rolul agriculturii de subzistență, schimbând agricultura în ultimele trei secole într-una bazată pe monoculturi și agricultură extensivă. Creșterea economică a avut loc cu precădere în minerit, construcții și industria manufacturieră.
- În economia modernă a societății de consum un rol tot mai important îl joacă serviciile, finanțele și tehnologia.

În economia modernă există trei sectoare principale de activitate:
- Sectorul primar, agricultura, implică extragerea și producerea de materii prime cum ar fi cărbunele, lemnul, fierul etc.
- Sectorul secundar, industria, implică transformarea materiilor prime în bunuri.
- Sectorul terțiar, servicii, implică prestarea de servicii pentru consumatori sau companii, de exemplu baby-sitting, cinematografele etc.

### Microeconomie
Microeconomie reprezintă ansamblu de procese și de fenomene economice, relatii și legături cauzale și funcționale ale acestora, care se formează la nivelul unităților economice ale familiilor și al verigiilor administrativ-teritoriale de bază.
Mezoeconomia analizează și cercetează viața economică de la nivelul subramurilor, ramurilor și zonelor economice.

### Macroeconomie
Acțiunea umană: un tratat privind economia | Bani | Cerere agregată | Ciclul unei afaceri |  Creștere economică |  Curba Phillips | Drumul către servitute | Economie keynesiană | Laissez-faire | Modelul IS-LM | Monetarism | Noua economie keynesiană | Paritatea puterii de cumpărare | Politică economică | Politică monetară | Politica monetară | Politică stabilizatoare | Politică fiscală | Supply-side economics | Școala austriacă de economie

### Metodologie
Cicluri | Econometrie | Economie matematică | Economie evoluționistă | Economie instituțională | Teoria jocurilor

## Vezi și
- Științe economice